# Танн (кантон)
Танн (фр. Thann) — кантон у Франції, в департаменті Верхній Рейн регіону Ельзас.

## Склад кантону
Кантон включає в себе 11 муніципалітетів:
| Муніципалітет      | Площа | Населення, осіб | Рік  |
| ------------------ | ----- | --------------- | ---- |
| Аспак-ле-О         | 8,69  | 1420            | 2007 |
| Бітшвіллер-ле-Танн | 12,64 | 2149            | 2006 |
| Бурбак-ле-Ба       | 6,04  | 563             | 1999 |
| В'є-Танн           | 5,11  | 2873            | 2006 |
| Віллер-сюр-Тур     | 18,00 | 1923            | 2006 |
| Гевенайм           | 8,55  | 1205            | 2006 |
| Лембак             | 3,57  | 740             | 1999 |
| Мішельбак          | 3,35  | 233             | 1999 |
| Раммерсмат         | 5,47  | 180             | 1999 |
| Родерен            | 7,16  | 863             | 1999 |
| Танн               | 12,51 | 8259            | 2010 |

## Консули кантону
| Період    | Консул         | Посада                                    |
| --------- | -------------- | ----------------------------------------- |
| 1988—1994 | Roland Ortlieb | Член ради муніципалітету Танн             |
| 1991—2014 | Michel Habib   | Перший заступник мера муніципалітету Танн |

| Франція | Це незавершена стаття з географії Франції. Ви можете допомогти проєкту, виправивши або дописавши її. |